# Richard Verschoor
Richard Verschoor (* 16. prosince 2000 Benschop) je nizozemský závodní jezdec, který v současnosti závodí ve Formule 2 za tým MP Motorsport. Ve Formuli 2 závodí již pátou sezónu.
Verschoor odjel svoji první sezónu ve Formuli 2 v roce 2021. V této sezóně se umístil na jedenáctém místě v celkovém hodnocení. Tento rok strávil v týmech MP Motorsport a Charouz Racing System. Další rok strávil v týmu Trident a rok poté se přesunul do týmu Van Amersfoort Racing. V roce 2024 ho čekal návrat do Tridentu a v průběhu sezóny přešel do MP Motorsport. Pro rok 2025 v týmu MP Motorsport zůstal. V uplynulých čtyřech sezónách bylo jeho nejlepší celkové umístění osmé z roku 2024.
Před svým působením ve Formuli 2 odjezdil v letech 2019 a 2020 dvě sezóny ve Formuli 3. V roce 2018 se zúčastnil části sezóny seriálu GP3, což je předchůdce novodobé Formule 3. V tomtéž roce závodil i v Eurocupu Formule Renault a v Toyota Racing Series a v těchto dvou šampionátech soutěžil i v roce 2017. V roce 2016 působil ve Španělské Formuli 4 a v SMP Formuli 4. Oba šampionáty ovládl. Od roku 2010 závodil na motokárách.

## Formule 1
V roce 2016 se Verschoor stal členem juniorského týmu Red Bullu. Na konci roku 2017 ho ale opustil.

## Výsledky
| Legenda k tabulce | Legenda k tabulce                                                                       |
| Barva             | Výsledek                                                                                |
| ----------------- | --------------------------------------------------------------------------------------- |
| Zlatá             | Vítěz                                                                                   |
| Stříbrná          | 2. místo                                                                                |
| Bronzová          | 3. místo                                                                                |
| Zelená            | Bodované umístění                                                                       |
| Modrá             | Nebodované umístění                                                                     |
| Modrá             | Dokončil neklasifikován (NC)                                                            |
| Fialová           | Odstoupil (Ret)                                                                         |
| Červená           | Nekvalifikoval se (DNQ)                                                                 |
| Červená           | Nepředkvalifikoval se (DNPQ)                                                            |
| Černá             | Diskvalifikován (DSQ)                                                                   |
| Bílá              | Nestartoval (DNS)                                                                       |
| Bílá              | Závod zrušen (C)                                                                        |
| Světle modrá      | Pouze trénoval (PO)                                                                     |
| Světle modrá      | Páteční testovací jezdec (TD)                                                           |
| Bez barvy         | Netrénoval (DNP)                                                                        |
| Bez barvy         | Vyřazen (EX)                                                                            |
| Bez barvy         | Nepřijel (DNA)                                                                          |
| Bez barvy         | Odvolal účast (WD)                                                                      |
| Bez barvy         | Nezúčastnil se (prázdné)                                                                |
| Označení          | Význam                                                                                  |
| Tučnost           | Pole position                                                                           |
| Kurzíva           | Nejrychlejší kolo                                                                       |
| †                 | Jezdec nedojel do cíle, ale byl klasifikován, protože odjel více než 90 % délky závodu. |
| ‡                 | Byl udělován poloviční počet bodů, protože bylo odjeto méně než 75 % délky závodu.      |
| Horní index       | Umístění bodujících jezdců ve sprintu                                                   |

### Kompletní výsledky v GP3 a ve Formuli 3
| Rok  | Tým           | 1          | 2          | 3          | 4         | 5          | 6          | 7          | 8          | 9           | 10         | 11         | 12         | 13         | 14        | 15         | 16         | 17         | 18        | Body | Umístění  |
| ---- | ------------- | ---------- | ---------- | ---------- | --------- | ---------- | ---------- | ---------- | ---------- | ----------- | ---------- | ---------- | ---------- | ---------- | --------- | ---------- | ---------- | ---------- | --------- | ---- | --------- |
| 2018 | MP Motorsport | CAT FEA    | CAT SPR    | LEC FEA    | LEC SPR   | RBR FEA    | RBR SPR    | SIL FEA    | SIL SPR    | HUN FEA     | HUN SPR    | SPA FEA 17 | SPA SPR 7  | MNZ FEA 8  | MNZ SPR 9 | SOC FEA 4  | SOC SPR 3  | YMC FEA 14 | YMC SPR 7 | 30   | 15. místo |
| 2019 | MP Motorsport | CAT FEA 19 | CAT SPR 19 | LEC FEA 14 | LEC SPR 4 | RBR FEA 10 | RBR SPR 12 | SIL FEA 17 | SIL SPR 21 | HUN FEA 27† | HUN SPR 17 | SPA FEA 17 | SPA SPR 11 | MNZ FEA 4  | MNZ SPR 4 | SOC FEA 10 | SOC SPR 7  |            |           | 34   | 13. místo |
| 2020 | MP Motorsport | RBR FEA 8  | RBR SPR 2  | RBR‡ FEA 7 | RBR SPR 4 | HUN FEA 4  | HUN SPR 5  | SIL FEA 11 | SIL SPR 9  | SIL FEA 19  | SIL SPR 18 | CAT FEA 9  | CAT SPR 4  | SPA FEA 10 | SPA SPR 7 | MNZ FEA 27 | MNZ SPR 10 | MUG FEA 12 | MUG SPR 5 | 69   | 9. místo  |

### Kompletní výsledky ve Formuli 2
| Rok  | Tým                   | 1           | 2           | 3           | 4          | 5           | 6          | 7           | 8           | 9          | 10          | 11          | 12          | 13          | 14          | 15          | 16          | 17          | 18          | 19          | 20        | 21         | 22          | 23         | 24         | 25        | 26          | 27        | 28        | Body | Umístění  |
| ---- | --------------------- | ----------- | ----------- | ----------- | ---------- | ----------- | ---------- | ----------- | ----------- | ---------- | ----------- | ----------- | ----------- | ----------- | ----------- | ----------- | ----------- | ----------- | ----------- | ----------- | --------- | ---------- | ----------- | ---------- | ---------- | --------- | ----------- | --------- | --------- | ---- | --------- |
| 2021 | MP Motorsport         | BHR SP1 Ret | BHR SP2 5   | BHR FEA 4   | MCO SP1 13 | MCO SP2 6   | MCO FEA 10 | BAK SP1 12  | BAK SP2 Ret | BAK FEA 14 | SIL SP1 10  | SIL SP2 1   | SIL FEA 4   | MNZ SP1 Ret | MNZ SP2 13  | MNZ FEA DSQ | SOC SP1 8   | SOC SP2 C   | SOC FEA 8   | JED SP1     | JED SP2   | JED FEA    |             |            |            |           |             |           |           | 56   | 11. místo |
| 2021 | Charouz Racing System |             |             |             |            |             |            |             |             |            |             |             |             |             |             |             |             |             |             |             |           |            | YMC SP1 Ret | YMC SP2 11 | YMC FEA 10 |           |             |           |           | 56   | 11. místo |
| 2022 | Trident               | BHR SPR 1   | BHR FEA Ret | JED SPR 5   | JED FEA 2  | IMO SPR 13  | IMO FEA 14 | CAT SPR 11  | CAT FEA 18  | MCO SPR 13 | MCO FEA 12  | BAK SPR 20† | BAK FEA 5   | SIL SPR 10  | SIL FEA 14  | RBR SPR 6   | RBR FEA DSQ | LEC SPR NC  | LEC FEA 17† | HUN SPR 18  | HUN FEA 8 | SPA SPR 5  | SPA FEA 4   | ZAN SPR 7  | ZAN FEA 2  | MNZ SPR 8 | MNZ FEA 9   | YMC SPR 2 | YMC FEA 7 | 103  | 12. místo |
| 2023 | Van Amersfoort Racing | BHR SPR 22† | BHR FEA 5   | JED SPR 16  | JED FEA 6  | MEL SPR 10  | MEL FEA 7  | BAK SPR Ret | BAK FEA 8   | MCO SPR 4  | MCO FEA 4   | CAT SPR 6   | CAT FEA 10  | RBR SPR Ret | RBR FEA 1   | SIL SPR 18  | SIL FEA 16  | HUN SPR 13  | HUN FEA 10  | SPA SPR DSQ | SPA FEA 6 | ZAN SPR 12 | ZAN FEA 4   | MNZ SPR 3  | MNZ FEA 13 | YMC SPR 3 | YMC FEA Ret |           |           | 108  | 9. místo  |
| 2024 | Trident               | BHR SPR 10  | BHR FEA 14  | JED SPR DSQ | JED FEA 8  | MEL SPR Ret | MEL FEA 6  | IMO SPR 7   | IMO FEA 10  | MON SPR 16 | MON FEA Ret | CAT SPR 13  | CAT FEA 18† | RBR SPR 20  | RBR FEA Ret | SIL SPR 11  | SIL FEA 13  | HUN SPR DSQ | HUN FEA 3   | SPA SPR 3   | SPA FEA 5 | MNZ SPR 14 | MNZ FEA 3   | BAK SPR 17 | BAK FEA 1  |           |             |           |           | 106  | 8. místo  |
| 2024 | MP Motorsport         |             |             |             |            |             |            |             |             |            |             |             |             |             |             |             |             |             |             |             |           |            |             |            |            | LSL SPR 3 | LSL FEA 17  | YMC SPR 7 | YMC FEA 3 | 106  | 8. místo  |
| 2025 | MP Motorsport         | MEL SPR 4   | MEL FEA C   | BHR SPR 2   | BHR FEA 6  | JED SPR 4   | JED FEA 1  | IMO SPR 22† | IMO FEA 9   | MON SPR 5  | MON FEA Ret | CAT SPR 1   | CAT FEA 3   | RBR SPR 4   | RBR FEA 1   | SIL SPR     | SIL FEA     | SPA SPR     | SPA FEA     | HUN SPR     | HUN FEA   | MNZ SPR    | MNZ FEA     | BAK SPR    | BAK FEA    | LSL SPR   | LSL FEA     | YMC SPR   | YMC FEA   | 114* | 1. místo* |

* sezóna v průběhu